# Estádio Alkazar
O Estádio Alkazar ou simplesmente Alkazar, é uma arena multi-uso, situada em Larissa, Grécia.
É a casa do AE Larisa, com capacidade para um pouco mais de 13.108 espectadores, o nome vem do árabe, que significa literalmente castelo, porém, está sendo construída a AEL Arena, para substituir o Alcazar, nos Jogos do Mediterrâneo de 2013